# 石作神社・玉作神社
石作神社・玉作神社（いしつくりじんじゃ・たまつくりじんじゃ）は、滋賀県長浜市に鎮座する神社である。式内社で旧社格は県社。

## 祭神
- 石作神社
  - 天火明命
- 玉作神社
  - 玉祖命

## 歴史
中世以降の度々の戦禍により創祀の年代・由緒は不詳。近隣の水田に「石作」という塚があり、禁足地となっており、旧社地との伝承がある。明治9年（1876年）に村社、同18年に郷社、大正11年（1922年）には県社に列格した。

## 祭事
- 例祭 - 4月5日
- オコナイ - 2月4日